# Крисп
Флавије Јулије Крисп (лат. Flavius Iulius Crispus, убијен 326), познат и као Флавије Клаудије Крисп или Флавије Валерије Крисп, краће само Крисп, био је син римског цара Константина I и Минервине. Носио је титулу цезара од 317. до своје смрти.
Рођен је највероватније између 300. и 305. године. Из античких извора није јасно да ли је Константин био у браку са Минервином или су живели у конкубинату. Његово образовање је поверено чувеном ретору и хришћанском полемичару Лактанцију. Крисп је 318. послат у Трир у Галији одакле је до 323. водио три успешна похода против Франака и Аламана. Ту се и оженио извесном Хеленом и добио ћерку у чију част је деда Константин 323. прогласио амнестију. Најзад, у другом рату против Лицинија Крисп је командовао Константиновом флотом од 200 лађа и у водама Босфора је поразио непријатељске бродове. Учествовао је као војсковођа и у закључној бици код Хрисопоља 18. септембра 324. године. Почетком 326. убијен је из непознатих разлога по очевом наређењу у Пули. Каснији извори попут Зосима и Зонаре Криспу приписују родоскрвну везу са маћехом Фаустом, Константиновом супругом, која је такође погубљена 326. године по наређењу свог мужа.